# 前原鹅观草
前原鹅观草（学名：Agropyron mayebaranum）为禾本科鹅观草属下的一个种。

## 扩展阅读
- 維基物種上的相關：前原鹅观草